# Deutsch-Olympiade
Die Deutsch-Olympiade war ein bundesweiter, mündlicher Teamwettbewerb für Schüler der Jahrgangsstufe 9 aller Schulformen. Nach einer Pilotphase im Schuljahr 2006/2007 wurde der Wettbewerb in den Schuljahren 2007/08 und 2008/09 offen für alle Schulen ausgeschrieben. Ziel des Wettbewerbs war die Stärkung sprachlicher und sozialer Kompetenzen. Die Deutsch-Olympiade sollte einen sportlichen Rahmen dafür bieten, mit den Ausdrucksmöglichkeiten der deutschen Sprache zu spielen, in Gruppen kreativ zusammenzuarbeiten und spontan gemeinsam Ideen zu entwickeln. Zuletzt nahmen 2009 44.400 Schülerinnen und Schüler an der Olympiade teil.

## Veranstalter, Träger und Partner
Die Deutsch-Olympiade war ein Projekt der Initiative Deutsche Sprache IDSP gGmbH, die unter der Schirmherrschaft des Bundespräsidenten stand. Träger waren die Gemeinnützige Hertie-Stiftung und das Goethe-Institut. Als Partner beteiligten sich die Heinz Nixdorf Stiftung und der Stifterverband für die Deutsche Wissenschaft. Die Kultusministerkonferenz unterstützte den Wettbewerb.

## Aufbau
Unterrichtsreihe
Der Wettbewerb war mehrstufig aufgebaut und wurde durch eine Unterrichtsreihe für das Fach Deutsch vorbereitet. Die Unterrichtsreihe umfasste sechs bis zwölf Unterrichtsstunden. Grundlage waren eigens für die Deutsch-Olympiade konzipierte Unterrichtsmaterialien, bestehend aus Lehrer-, Schüler- und Jurorenheften. Das Material wurde den Schulen kostenlos zur Verfügung gestellt. Die Inhalte des Wettbewerbs orientierten sich eng an den Bildungsstandards, die die Kultusministerkonferenz für das Fach Deutsch vereinbart hat.
Wettbewerb
Nach der Durchführung der Unterrichtsreihe wurde ein Klassensiegerteam ermittelt. Die Sieger der Klassenfinale maßen sich dann im Schulfinale miteinander. In der nächsten Stufe traten die Landesbesten im Landeswettbewerb gegeneinander an. Die Siegerteams der Länder nahmen am Bundeswettbewerb teil. Das Bundesfinale fand Ende April im Deutschen Theater Berlin statt.
Gewertet wurde in zwei Kategorien. Die Kategorie „Hauptschule und Mittlerer Schulabschluss“ umfasste alle Schularten bis zum Mittleren Schulabschluss sowie die entsprechenden Zweige von Gesamtschulen. In der Kategorie „Gymnasium“ traten Gymnasiasten und die entsprechenden Kurse von Gesamtschulen gegeneinander an.
Ein Team bestand aus vier Schülern, die in den fünf Disziplinen Reimen, Umschreiben, Erzählen, Erklären und Darstellen antraten. Die Teams bekamen zu jeder Disziplin eine Aufgabe, die sie innerhalb einer Vorbereitungszeit von zwei Minuten erarbeiten und vor Publikum und Jury vortragen mussten. Die Jury bewertete die Leistungen, gab den Teilnehmern eine konstruktive Rückmeldung und ermittelte die Sieger. Kriterien, auf die es bei der Bewertung ankommt, waren zum Beispiel Ausdrucksvermögen und Sprachrichtigkeit, Zusammenarbeit im Team, Einfallsreichtum und Stimmigkeit des gesamten Auftritts.

## Ablauf
Der Wettbewerb hatte drei Stufen
1. Unterrichtsreihe mit Klassen- und Schulwettbewerb (September bis Dezember)
2. Landeswettbewerb mit Begleitung durch die gesamte Klasse (Januar bis März)
3. Bundeswettbewerb mit Trainingsseminar für Finalisten und Erlebniswochenende in Berlin (April)

## Disziplinen
Reimen
Vorgabe: Ein Satz wird vorgegeben.
Aufgabe: Das Team muss im freien Wechsel und der Reihe nach jeweils zwei Verse an die Vorgabe anschließen. Der erste Vers muss sich auf die Vorgabe reimen, der zweite stellt die Vorgabe für den nächsten dar.
Beispiel: „Am Samstagabend geht es los“
Umschreiben
Vorgabe: Zehn Wörter.
Aufgabe: Drei Teammitglieder müssen gemeinsam die Wörter umschreiben. Sie umschreiben das gesuchte Wort nacheinander mit jeweils einem vollständigen Satz. Dabei darf kein (bedeutungstragender) Ausdruck wiederholt werden, den ein Vorredner bereits verwendet hat. Nach den drei Umschreibungen versucht das vierte Teammitglied, das gesuchte Wort zu benennen. Dafür hat es nur einen Versuch.
Beispiel: „Kinderwagen“
Erzählen
Vorgabe: Ein Anfangssatz und ein Endsatz werden vorgegeben.
Aufgabe: Das Team muss eine Geschichte entwickeln, die mit dem vorgegebenen Anfangssatz beginnt und mit dem Endsatz endet. Die Geschichte wird reihum jeweils mit einem Satz fortgesetzt.
Beispiel: „Der Wind wurde immer stärker.“/ „Diese Musik gefiel mir auf einmal.“
Erklären
Vorgabe: Es wird ein Wort vorgegeben, das in dieser Form nicht im Wörterbuch steht, aber aus bekannten Wörtern oder Bestandteilen bekannter Wörter zusammengesetzt ist.
Aufgabe: Das Team muss die Bedeutung des Wortes und alles Wissenswerte über die damit bezeichnete Sache erklären. Die Erklärung sollte in vier Abschnitte gegliedert sein, z. B. (1) Bedeutung des Wortes, (2) Geschichte, (3) Gefahren und (4) Nutzen der Sache. Jedes Teammitglied übernimmt einen Abschnitt.
Beispiel: „Wolkentasche“
Darstellen
Vorgabe: Eine Handlungsvorgabe, die aus einem Wort besteht und mit dem die Szene wie mit einer Schlagzeile überschrieben werden könnte (z. B. „Vergessen!“). Eine Figurenvorgabe, die sich auf die beiden Hauptfiguren beschränkt.
Aufgabe: Die Schüler improvisieren aus der Handlungs- und Figurenvorgabe eine Szene und spielen sie auf der Bühne.
Beispiel: „Rausgeflogen!“/ „Kellner und Gast“
In allen Disziplinen haben die Teams eine Vorbereitungszeit von zwei Minuten. Für den Auftritt stehen den Teams ebenfalls jeweils zwei Minuten zur Verfügung.

## Preise
Auf jeder Wettbewerbsebene erhielten alle Teilnehmer Urkunden und Preise für die gesamte Klasse. Bereits zum Landesfinale reisten die Siegerteams gemeinsam mit ihrer Klasse an. Die Finalisten der Deutsch-Olympiade gewannen eine Fahrt zum Bundesfinale mit einem Erlebniswochenende für ihre gesamte Klasse in Berlin.
Die Bundessieger gewannen eine Reise zu einem zweitägigen Seminar zu einem Thema rund um die deutsche Sprache.
Den Sieg im Bundesfinale errangen im Jahr 2009 die Schülerteams des Wilhelms-Gymnasiums Stuttgart und der Integrierten Gesamtschule Peine.
Bundessieger im Schuljahr 2007/08 waren vier Schülerinnen der Ursulinen-Realschule Landshut in der Kategorie Hauptschule/Mittlerer Schulabschluss. In der Wettbewerbskategorie der Gymnasien gewann das Lise-Meitner-Gymnasium Falkensee.
Bundessieger in der Pilotphase der Deutsch-Olympiade im Jahre 2007 waren:
das Team der Anne-Frank-Schule Frankfurt am Main (Kategorie Hauptschule und Mittlerer Schulabschluss) und
das Team der Diltheyschule in Wiesbaden (Kategorie Gymnasium).

## Teilnahme
Die Deutsch-Olympiade richtete sich an die neunten Klassen aller Schulformen, stand jedoch auch achten Klassen offen. Die Anmeldung erfolgte über die Lehrer. Im Jahr 2008/2009 nahmen über 44.400 Schüler aus rund 600 Schulen teil.